# 徳川彰子
徳川 彰子（とくがわ あきこ、1900年〈明治33年〉10月26日 - 1991年〈平成3年〉12月3日）は、日本の社会運動家。水戸徳川家13代当主・徳川圀順の妻。京都高等女学校卒業。京都府出身。

## 生涯
1900年（明治33年）10月26日、子爵石野基道の四女として生まれる。京都高等女学校卒業。前妻の英子と死別した水戸徳川家13代当主・徳川圀順の後妻となる。また女性社会運動家としても活動し、大日本婦人会東京支部長や母子愛育会会長などを歴任。
1954年（昭和29年）の歌会始では「おほぢより わが背につづき 五十年を うゑつぎきつる これの林は」の和歌を残している
1970年（昭和45年）、常磐神社あおい会の20年の歩みを綴った『ときわ』を出版。
1991年（平成3年）12月3日、死去した。

## 著書
- 『ときわ』（1970年5月、常磐神社あおい会）